# فرودگاه ابو سمبل
فرودگاه ابو سمبل (به انگلیسی: Abu Simbel Airport) یک فرودگاه همگانی مسافربری با کد یاتا ABS است که یک باند فرود آسفالت دارد و طول باند آن ۳۰۰۰ متر است. این فرودگاه در شهر ابو سمبل کشور مصر قرار دارد و در ارتفاع ۱۸۸ متری از سطح دریا واقع شده‌است.

## شرکت‌های هواپیمایی و مقصدهای پروازی
| شرکت‌های هواپیمایی                       | مقصدهای پروازی |
| --------------------------------------- | -------------- |
| هواپیمایی مصر اجرا توسط اجیپت‌ایر اکسپرس | اسوان، قاهره   |